# Nadolna Karczma
Nadolna Karczma (niem. Niederkrüg) – wieś borowiacka w Polsce, położona w województwie kujawsko-pomorskim, w powiecie tucholskim, w gminie Tuchola, na obszarze Borów Tucholskich, nad Brdą. Wieś jest częścią składową sołectwa Raciąż.
W latach 1975–1998 miejscowość położona była w województwie bydgoskim.